# Lukas Briner
Lukas Briner (* 1991 in Aarau) ist ein Schweizer Jazz- und Improvisationsmusiker (Schlagzeug, Sampler, Komposition).

## Wirken
Briner studierte an der Jazzschule Lausanne Schlagzeug bei Marcel Papaux; dann absolvierte er einen Master in Jazzkomposition bei Emil Spányi, Pierre Audétat und Jacques Demierre und studierte an der Hochschule Luzern Musikpädagogik bei Pierre Favre, Gerry Hemingway und Norbert Pfammatter. Zudem besuchte er Masterclasses bei Okkyung Lee, Günter Baby Sommer, Peter Evans und Sabine Vogel.
Bereits im Studium spielte er Konzerte mit Pierrick Pédron, Pascal Auberson und im Sunset/Sunside in Paris. Unter dem Namen «Nachtschattengeräusche» trat er in völliger Dunkelheit mit Schlagzeuger Nicolas Wolf auf und veröffentlichte 2022 ein gleichnamiges Album. Im Trio Leib arbeitete er mit Bassklarinettist Kevin Sommer und Gitarrist Cyrill Ferrari (LP Mother Hologram / Sister Anagram, 2022). Mit dem Oktett «Pamplona Grup», für das er auch komponiert, spielte er mehr als hundert Konzerte im In- und Ausland und nahm 2016 das erste Album hoi auf, dem 2022 Teppich folgte. Mit den Pianistinnen Judith Wegmann und Marlies Debacker und dem Schlagzeugkollegen Nicolas Wolf entstand das Improvisationsalbum «Things in Between» (ezz-thetics 2022). Das Quintett «Hyla Crucifer» beschäftigt sich mit Texten und legte 2022 sein Album Unidentifiable Birds vor; 2023 erschien sein Album Garments. Als Sideman gehört er zu Vera Baumanns «Kein» feat. John Voirol, «Scharlachmaria» und weiteren Bands.
In seinem Soloprojekt «Plunderphobia» konzentrierte sich Brimer auf elektronische Musik; mit Videosampling arbeitete er an der Schnittstelle zwischen Musik und Film (EP Somnambulisme, 2019). Als Komponist fokussiert er ungewöhnliche Besetzungen, so beispielsweise in der «Sirenenelegie» für zwei Theremine, Geige und Bratsche, aufgeführt am NODE Festival Lausanne. Weitere Kompositionen sind «…avec les cymbales retentissantes» für Orgel und vier Perkussionisten, «Sans toit ni loi» für zwei Gitarristen und Schlagzeug auf Hausdächern und «Nothing Man Makes» für Chor (Inmates’ Voices Tournee/Album 2015).
Weiterhin unterrichtet Briner seit 2018. An der Werkstatt für Improvisierte Musik in Bern moderiert er gemeinsam mit Judith Wegmann die «Offene Werkstatt».